# Partido Verde (Brasilien)
Der Partido Verde (Grüne Partei, PV) ist eine brasilianische politische Partei, die im Januar 1986 unter dem Einfluss europäischer linksalternativer Vorbilder gegründet wurde. 
Wichtigstes Gründungsmitglied war der frühere Revolutionär und Gegner des Militärregimes Fernando Gabeira.
Bei den Kongresswahlen am 3. Oktober 2006 erhielt die Partei mit 3.368.560 gültigen Stimmen einen Stimmenanteil von 3,6 %. Sie ist mit 13 Abgeordneten im Bundesparlament sowie darüber hinaus in den Parlamenten einer Reihe von Bundesstaaten vertreten.
Marina Silva, ehemalige Umweltministerin der Regierung Lula, trat als Kandidatin der Grünen Partei bei den Präsidentschaftswahlen am 3. Oktober 2010 an und erreichte knapp 20 % der Stimmen.

## Ideologie
Die wichtigsten Programmpunkte der Partei sind eine Marktwirtschaft, die vom Staat mit dem Ziel einer nachhaltigen Entwicklung reguliert wird, und die Verringerung der sozialen Ungleichheit. Sie vertritt die Grundsätze des Pazifismus, des Föderalismus, des Parlamentarismus und der direkten Demokratie. Auf internationaler Ebene ist sie Mitglied der Global Greens.
Nach ihrem Selbstverständnis lässt sich die Partei nicht auf dem Rechts-Links-Schema einordnen, und sie geht Bündnisse mit unterschiedlichen Partnern ein. Auf Bundesebene unterstützte die Partei von 2003 bis 2005 offiziell die Regierung von Luiz Inácio Lula da Silva. Zwar wurde diese Unterstützung wegen Unstimmigkeiten über die Umweltpolitik aufgekündigt; zuletzt war noch Kulturminister und Musiker Gilberto Gil als Mitglied der Partei in der Regierung vertreten, erklärte aber im Juli 2008 seinen Rücktritt.